# Emma (autora)
Emma Gutierrez, más conocida como Emma Clit o Emma a secas (Aube, 1981), es una dibujante feminista francesa, autora de cómics e ingeniera informática. Es conocida por popularizar el concepto de carga mental.

## Biografía
Emma fue criada por dos padres que eran profesores de matemáticas en un pueblo de 400 habitantes cerca de Troyes. Tras licenciarse en economía y obtener un diploma de estudios universitarios generales en idiomas, obtuvo el certificado de técnico superior en informática y posteriormente estudió ingeniería. Después de sus estudios, trabajó como ingeniera informática. Se convirtió en feminista a los 30 años tras el nacimiento de su hijo, durante el cual experimentó el sexismo y la discriminación tanto en su entorno personal como en el laboral. Comenzó a ser políticamente activa a través de folletos feministas escritos por ella misma, que distribuía en las estaciones de metro de París y a los que luego añadía pequeños dibujos.
En marzo de 2016 abrió su blog ilustrado Emmaclit donde abordó temas como la violencia policial, el racismo y las relaciones de poder.

### Concienciación entre el público en general
En julio de 2017, su artículo "Deberías haber preguntado" se viralizó en las redes sociales donde aborda el concepto de carga mental de la socióloga Monique Haicault. Tras la publicación de su tira cómica, la cuestión de la organización del trabajo doméstico en las parejas heterosexuales fue abordada en muchos periódicos de información general. La tira cómica fue posteriormente traducida al español, inglés, alemán, italiano y japonés y publicada junto con otros artículos en la colección Un autre regard.
Su segundo libro, The Emotional Load, se publicó en 2018. En él, retoma las teorías del sociólogo Arlie Russell Hochschild y aborda temas como el sexismo benévolo y las estructuras corruptas dentro de la policía. La obra también fue publicada en traducción al inglés en 2020 como The Emotional Load: And other invisible stuff por Seven Stories Press.
Trabaja a tiempo completo en sus cómics y produce podcasts para la estación de radio France Culture en su ciudad natal, París. Emma no pretende crear imágenes artísticamente atractivas, ya que no le preocupa la estética sino una declaración política.

## Obras
- 2017: Otra mirada. Consejos aleatorios para ver las cosas de otra manera, París, Massot, 110 p.ISBN 979-1097160036
- 2017: Otra mirada 2, París, Massot, 112 p.ISBN 979-1097160241
- 2018: La carga emocional y otras cosas invisibles, París, Massot, 112 p.ISBN 979-1097160357
- 2018: La carga mental, sí a la vida en común, no a los lugares comunes, Barcelona, ISBN 9788426406088
- 2019: Otra mirada sobre el clima, París, Massot, 94 p.ISBN 979-10-97160-82-1
- 2020: Otra mirada, volumen 4: Príncipes no tan encantadores y otras ilusiones por disipar juntos, París, Massot, 111 p.ISBN 9791097160982
- 2021: Lucine y Enzo o el viaje de un niño atípico, París, MassotISBN 9782380353143
- 2023: Otra mirada, volumen 5: líneas y guijarros, París, MassotISBN 9782380353778